# موریس دویل
موریس دویل (انگلیسی: Maurice Doyle؛ زادهٔ ۱۷ اکتبر ۱۹۶۹) بازیکن فوتبال اهل بریتانیا است.
از باشگاه‌هایی که در آن بازی کرده‌است می‌توان به باشگاه فوتبال کویینز پارک رنجرز، باشگاه فوتبال کرو آلکساندرا، باشگاه فوتبال ولورهمپتون واندررز، باشگاه فوتبال نیو سنتس، باشگاه فوتبال میلوال، و باشگاه فوتبال شروزبری تاون اشاره کرد.